# اورارا تاکانو

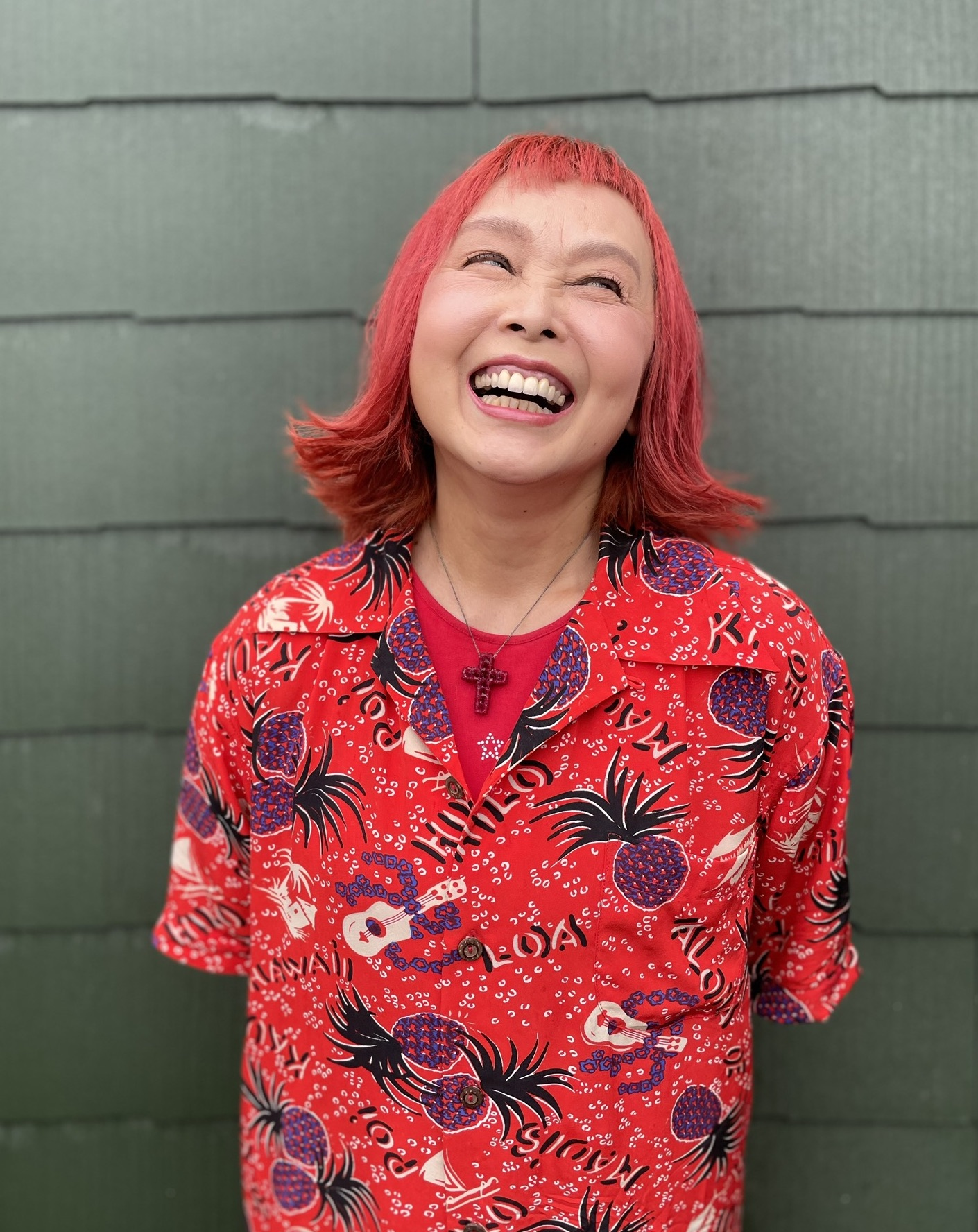
اورارا تاکانو در حال خنده

اورارا تاکانو (انگلیسی: Urara Takano; ۱۶ اوت ۱۹۶۱ – ) صداپیشه، و بازیگر اهل ژاپن بود. وی از سال ۱۹۸۶ میلادی تاکنون مشغول فعالیت بوده‌است.